# Beg Ferati
Beg Ferati (Pristina, 10 november 1986) is een Zwitsers voetballer van Kosovaarse afkomst, hij speelt als verdediger voor de Zwitsers amateurclub FC Pratteln.

## Carrière
Ferati speelde in de jeugd van FC Pratteln, FC Concordia Basel en FC Basel. Zijn eerste contract tekende hij bij de jeugd van Basel maar zijn profdebuut was voor Concordia. Twee seizoenen later keert hij terug naar FC Basel waar hij bijft spelen tot in 2011.
Hij tekent in 2012 bij het Duitse SC Freiburg dat hem in 2013 uitleent aan FC Winterthur. Het seizoen erop tekent hij bij FC Sion na twee uitleen beurten aan FC Biel-Bienne en FC Chiasso zegt hij het profvoetbal vaarwel en keert terug naar zijn jeugdclub FC Pratteln.
In 2011 speelt hij eenmaal een interland voor Zwitserland, hij kwam niet tot scoren.

## Erelijst
- FC Basel
  - Lanskampioen: 2008, 2010, 2011
  - Zwitserse voetbalbeker: 2008, 2010
  - Uhrencup: 2008